# Macquarie
Macquarie (anglicky Macquarie Island) je ostrov ležící v jihozápadní části Tichého oceánu, asi v polovině vzdálenosti mezi Austrálií a Antarktidou. Politicky je součástí australského státu Tasmánie. V roce 1978 byl ostrov prohlášen chráněným územím pod správou státní organizace Tasmanian Parks and Wildlife Service a v roce 1997 byl společně s okolní vodní plochou zařazen na Seznam světového přírodního dědictví UNESCO (souhrnná plocha 5400 km²). Jedinými obyvateli jsou výzkumní pracovníci na trvalé základně Australské vládní antarktické divize umístěné v severním cípu ostrova; jejich počet kolísá mezi 20 a 40.

## Geografie
Ostrov je přibližně 34 km dlouhý a 5 km široký. Jeho plocha je 128 km². K ostrovu přiléhají dvě skupiny drobných ostrůvků. Na severu to jsou Judge and Clerk Islets a na jihu Bishop and Clerk Islets. Toto poslední souostroví je považováno za nejjižnější bod Austrálie.
Ostrov je tvořen vyčnívajícími vrcholy Macquarijského podmořského hřebenu, který byl do dnešní polohy vyzvednut geologickými pochody na styku australské a pacifické tektonické desky. Je jediným místem na Zemi, kde horniny zemského pláště, které se jinde vyskytují až v hloubkách okolo 6 km, vycházejí nad hladinu moře. Z tohoto důvodu byl také ostrov v roce 1997 zapsán na Seznam světového dědictví. Počasí na ostrově je velmi deštivé – 13 ze 14 dní zde prší.

## Historie
Ostrov objevil v červnu roku 1810 víceméně náhodou Brit žijící v Austrálii, Frederick Hasselborough, když hledal novou základnu pro lov tuleňů. Ostrov prohlásil za majetek britské koruny, připojil jej k australské kolonii Nový Jižní Wales a pojmenoval podle tehdejšího guvernéra této kolonie plukovníka Lachlana Macquaireho. První mapy ostrova vytvořil Fadděj Faddějevič Bellingshausen, který zkoumal moře kolem Antarktidy pro ruského cara Alexandra I. Zaměřil přesnou polohu ostrova a přivezl odtud také první vzorky místní fauny a flóry.
V roce 1890 Nový Jižní Wales převedl ostrov na Tasmánii a ta ostrov v letech 1902–1920 pronajímala Josephu Hatchovi, který zde vyráběl olej z lachtanů a tučňáků. V letech 1911–1914 se stal ostrov základnou australsko-asijské antarktické expedice, kterou vedl Sir Douglas Mawson. Teprve v roce 1933 byl ostrov veřejně prohlášen za unikátní přírodní památku a svěřen do správy australské vlády.
Dne 23. prosince 2004 postihlo oblast jedno z nejtěžších zemětřesení, jaké kdy bylo na Zemi zaznamenáno. Jeho síla se odhaduje na 8,1 Richterovy stupnice. Vzhledem k minimálnímu osídlení ostrova nezpůsobilo větší škody.

## Fauna

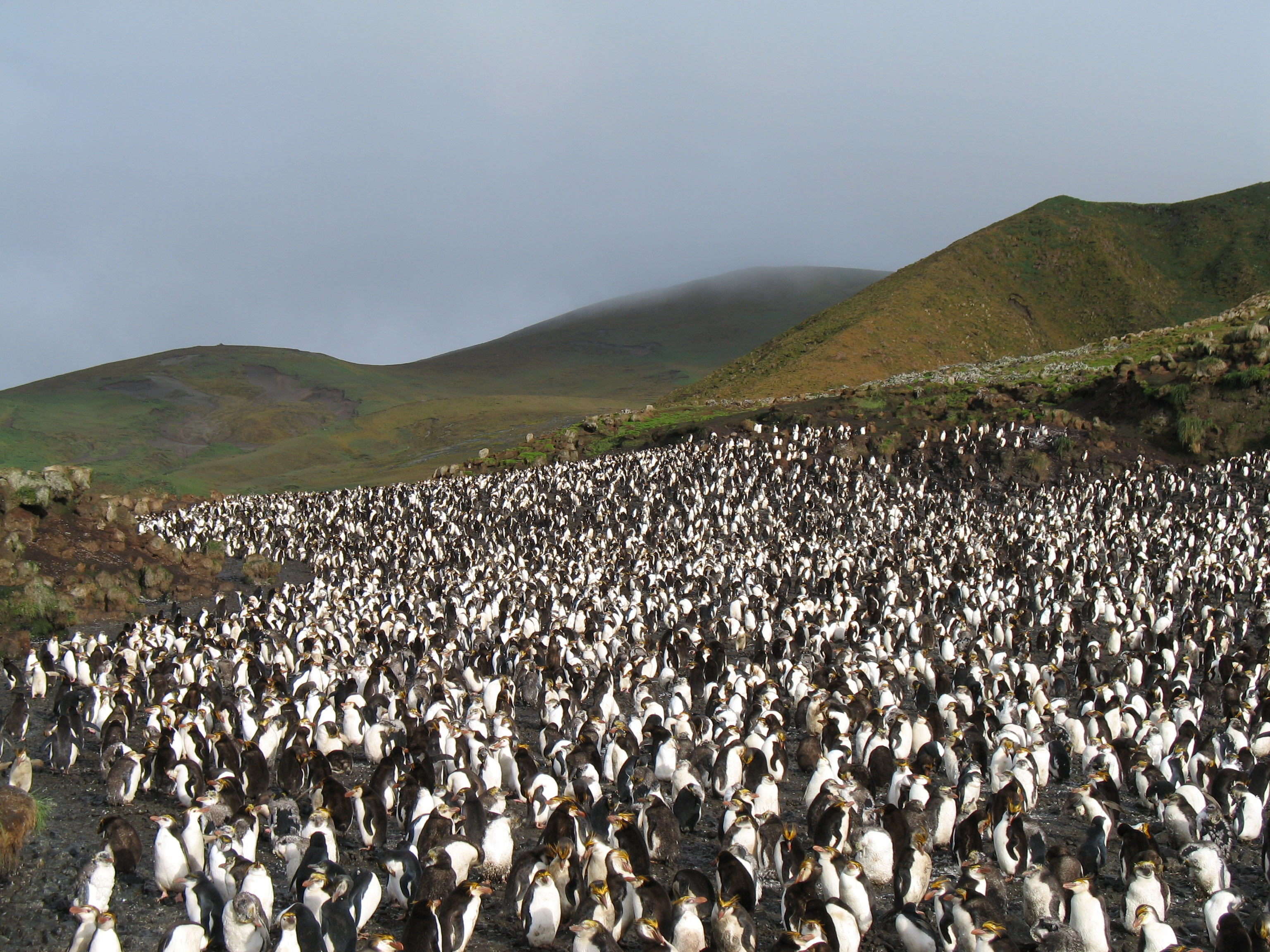
Tučňák královský na ostrově Macquaire

Na ostrově se vyskytují čtyři druhy ploutvonožců. Největší z nich je rypouš sloní (Mirounga leonina), kterých zde žije 60 tisíc. Rypouši sem připlouvají v srpnu (tedy před koncem zimy na jižní polokouli) a páří se zde. Dále zde žijí tři druhy lachtanů: lachtan antarktický (Arctocephalus gazella), lachtan Forsterův (Arctocephalus forsteri), lachtan jižní (Arctocephalus tropicalis). Celkem se odhaduje, že zde žije na 80 tisíc všech ploutvonožců.
Hnízdí zde čtyři druhy tučňáků: tučňák královský (Eudyptes schlegeli), tučňák patagonský (Aptenodytes patagonicus), tučňák skalní (Eudyptes chrysocome) a tučňák oslí (Pygoscelis papua). Ostrov je jediným známým hnízdištěm tučňáka královského, který sem připlouvá v září. Jeho populace se odhaduje na 850 tisíc párů.
Nejen ostrovní faunu, ale i přírodní rovnováhu na ostrově ohrožovala kolonie králíků, kteří sem byli dovezeni v 19. století. I po infekci myxomatósou jich zde žilo na 100 000 kusů. V září 2006 došlo k velkému sesuvu půdy v zátoce Lusitania, který zničil rozsáhlou kolonii tučňáků. Správa Tasmánského národního parku sesuv přičítá kombinaci jarních dešťů a erose půdy způsobené králíky. Dalšími dovlečenými druhy byly kočka domácí, myš domácí a krysa obecná. Králíky, krysy a myši se podařilo vyhubit až po roce 2012.

## Významná světová hodnota podle UNESCO
Ostrov Macquarie leží téměř 1500 kilometrů na jihovýchod od Tasmánie, asi v půli cesty mezi Austrálií a Antarktidou. Oblast zahrnuje ostrov Macquarie, ostrůvky Judge a Clerk 11 kilometrů na sever, ostrůvky Bishop a Clerk 37 kilometrů na jih, skály, útesy a okolní vody do vzdálenosti 12 námořních mil. Hlavní ostrov je přibližně 34 kilometrů dlouhý a 5,5 kilometrů široký v jeho nejširším místě, který pokrývá plochu přibližně 12 785 hektarů. Objekt se rozkládá na ploše 557 280 hektarů.
Ostrov Macquarie má mimořádnou univerzální hodnotu ze dvou důvodů. Nejprve poskytuje jedinečnou příležitost podrobně studovat geologické znaky a procesy tvorby oceánské kůry a dynamiku okrajů desek, protože je to jediné místo na zemi, kde jsou aktivní kameny zemského pláště (6 kilometrů pod oceánským dnem) vystouplé nad hladinou moře. Tyto jedinečné expozice zahrnují vynikající příklady polštářových bazaltů a dalších extruzivních hornin. Za druhé, jeho vzdálená a větrná krajina strmých jezírek, jezer a dramatických změn ve vegetaci poskytuje vynikající pohled na divoké přírodní krásy doplněné rozsáhlými kongregacemi volně žijících živočichů včetně tučňáků a tuleňů.

## Fotogalerie

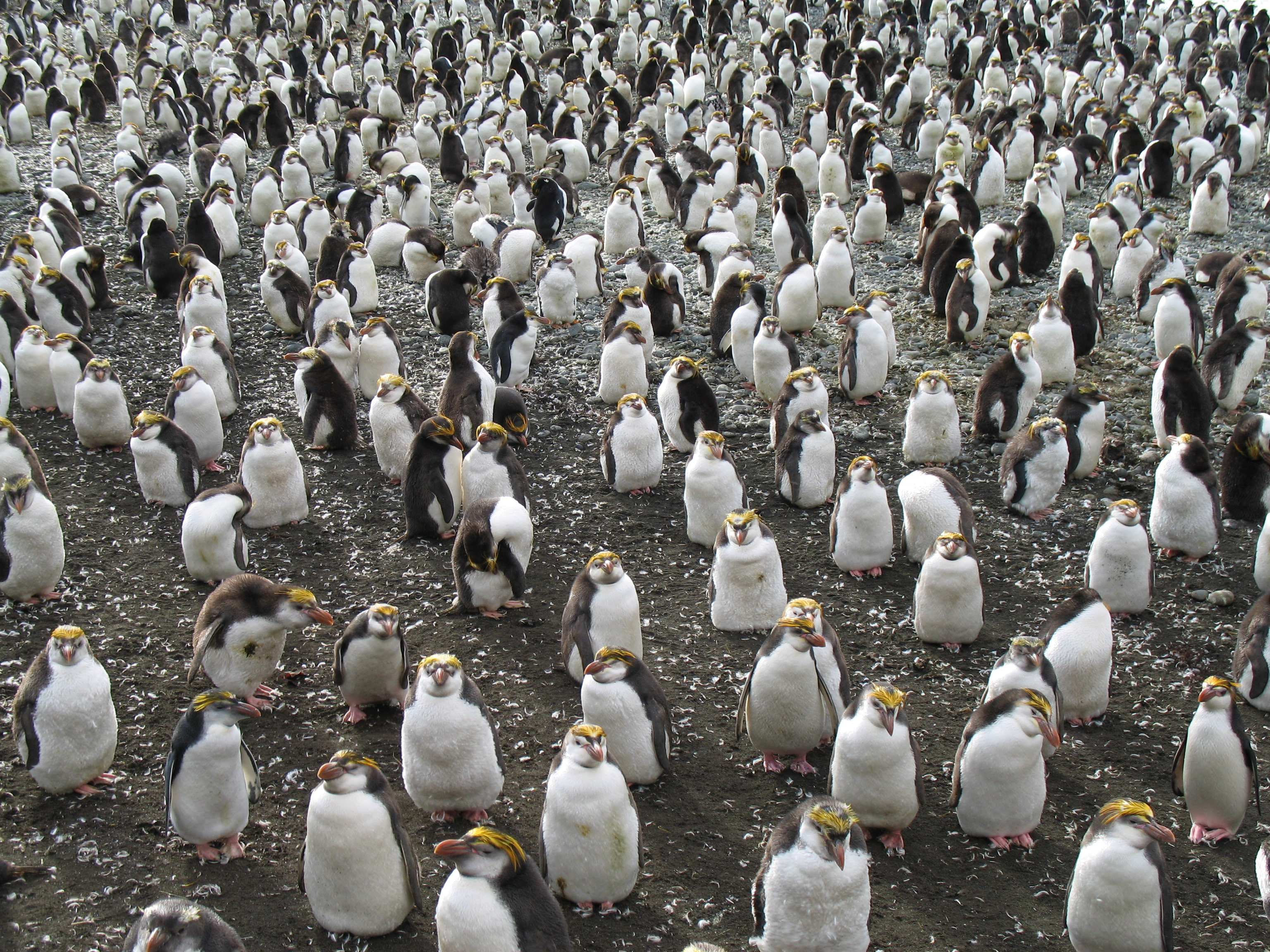
Tučňáci královští
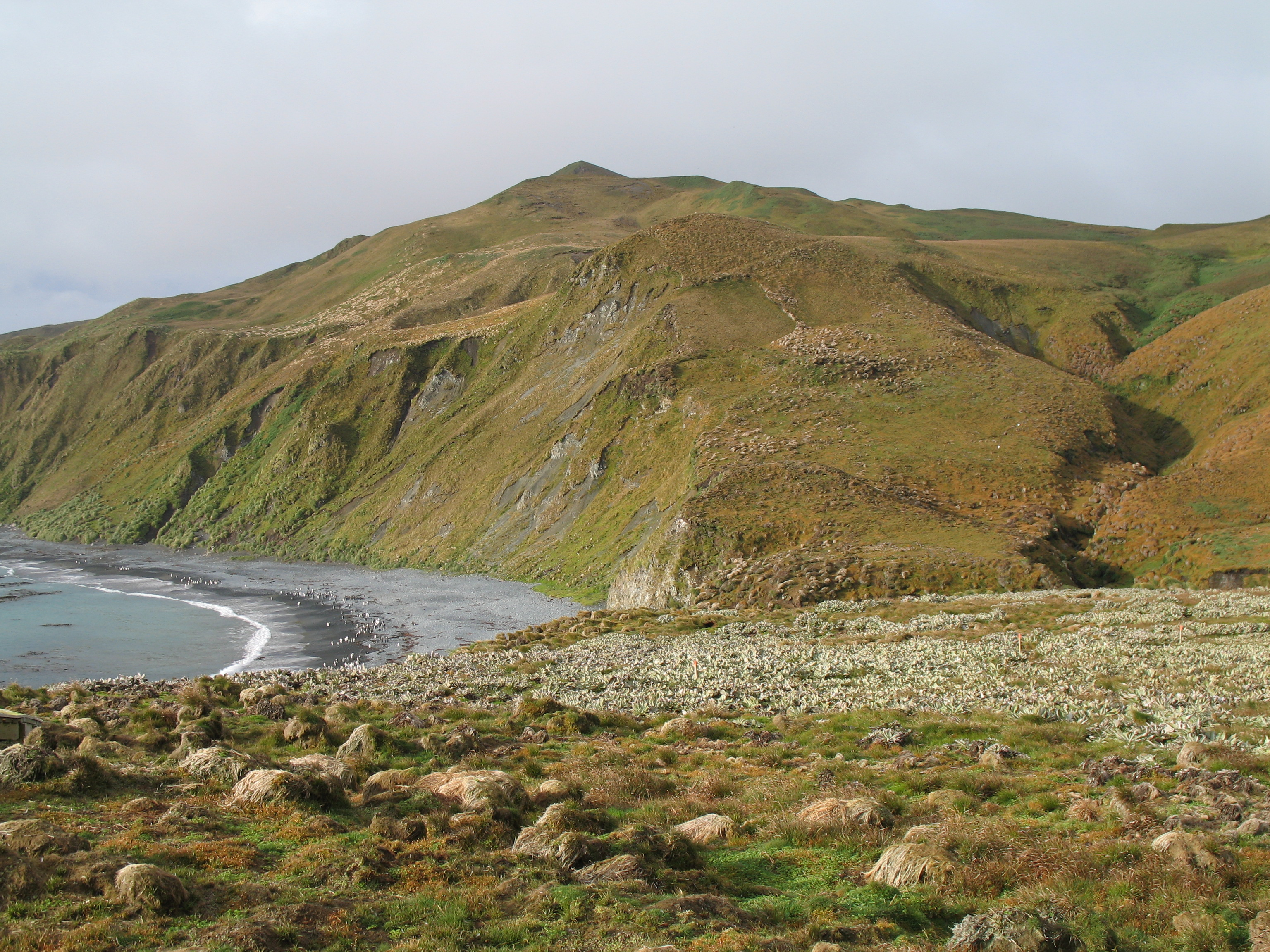
Útesy ostrova Macquire
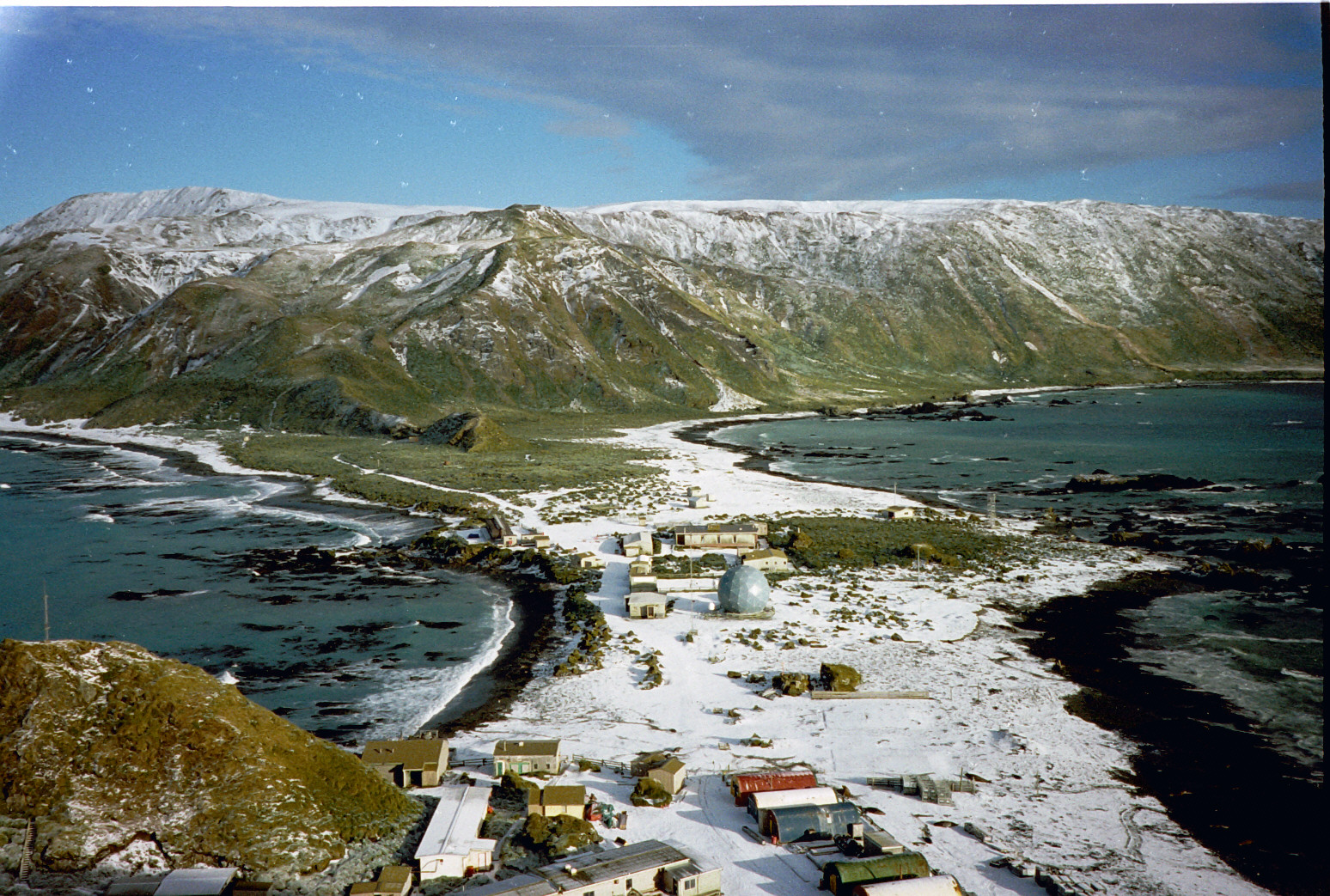
Macquarie Station
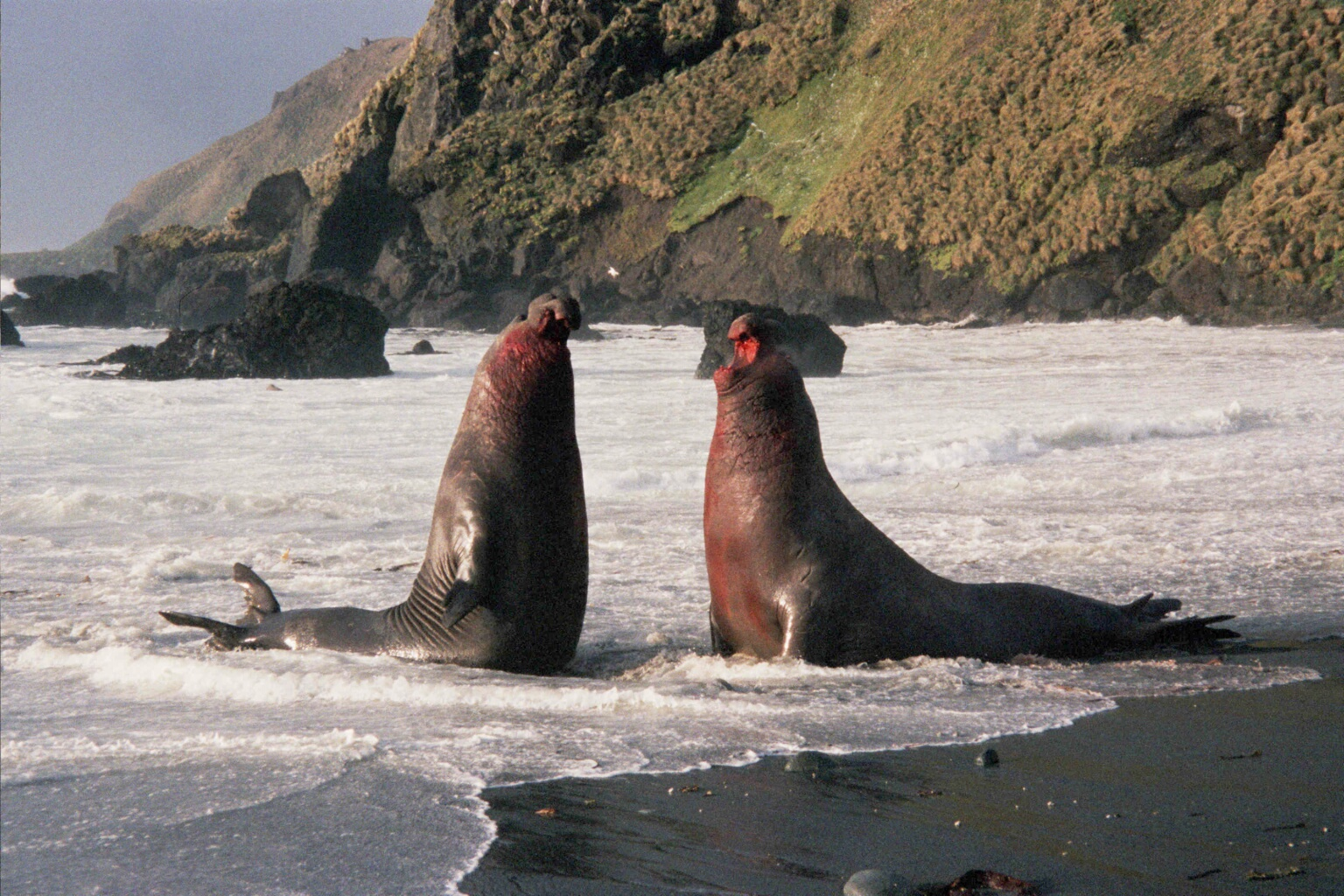
Rypouši sloní
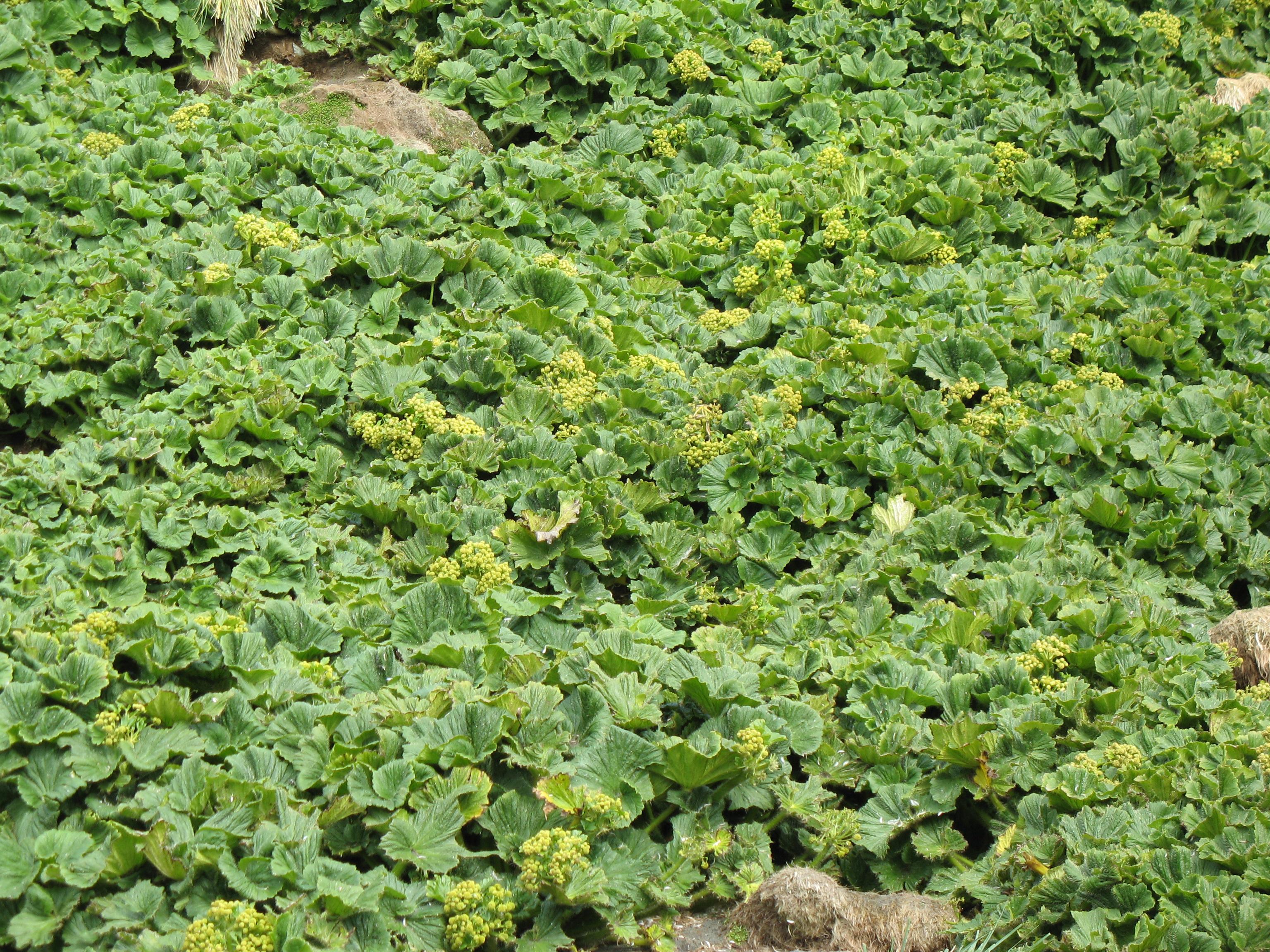
Ostrovní flóra